# Ioannis Amanatidis
Ioannis Amanatidis (3 de diciembre de 1981) es un exfutbolista y entrenador griego. Actualmente se encuentra sin equipo.

## Clubes

### Como jugador
| Club                 | País     | Año       |
| -------------------- | -------- | --------- |
| VfB Stuttgart        | Alemania | 2000      |
| SpVgg Greuther Fürth | Alemania | 2001-2002 |
| VfB Stuttgart        | Alemania | 2002-2003 |
| Eintracht Frankfurt  | Alemania | 2004      |
| 1. FC Kaiserslautern | Alemania | 2004-2005 |
| Eintracht Frankfurt  | Alemania | 2005-2011 |

### Como entrenador
| Club                            | País   | Año       |
| ------------------------------- | ------ | --------- |
| Iraklis F.C. Sub-19             | Grecia | 2016-2017 |
| Iraklis F.C. (interino)         | Grecia | 2016      |
| St. Gallen 1879 (2º entrenador) | Suiza  | 2019-2020 |
| PAOK (2º entrenador)            | Grecia | 2020-2021 |